# جوئل بری دوم
جوئل بری دوم (انگلیسی: Joel Berry II؛ زادهٔ ۱ آوریل ۱۹۹۵) بازیکن بسکتبال اهل ایالات متحده آمریکا است.
وی در مسابقات کشوری و بین‌المللی در مجموع برندهٔ ۱ مدال طلا شده‌است.